# Saison 2010-2011 de la Juventus FC
Maillots
Cette page présente la saison 2010-2011 de la Juventus FC.

## Historique
La saison 2010-11 marque un total renouveau pour la Juventus avec l’arrivée de Andrea Agnelli aux commandes qui succède à Jean-Claude Blanc. Giuseppe Marotta, qui a permis à la Sampdoria d'accrocher la 4e place synonyme de Ligue des Champions, arrive en tant que nouveau directeur sportif, accompagné de Luigi Del Neri qui devient le nouvel entraîneur de la Vieille Dame.
S'ensuivront onze transferts dont notamment Miloš Krasić en provenance du CSKA Moscou, Alberto Aquilani prêté par Liverpool, Simone Pepe prêté par l'Udinese, Fabio Quagliarella prêté par Naples, Marco Motta prêté par la Roma ou encore Leonardo Bonucci qui vient de Bari. Sebastian Giovinco se voit être prêté à Parme, car il était en froid avec le club et il n'entrait pas dans les plans de Del Neri tout comme Diego qui repartira un an après son arrivée, en Allemagne pour Wolfsburg. Après dix saisons passées sous le maillot de la Juventus, David Trezeguet, meilleur buteur étranger de l'histoire du club quitte l’Italie pour l’Espagne sous les couleurs de l’Hércules Alicante.
Malgré de bons résultats en championnat, la Juventus reste fébrile sur la scène européenne et quitte prématurément la Ligue Europa au stade des phases de groupes sans jamais perdre mais sans jamais gagner en effectuant six matchs nuls sur six. Les Bianconeri finiront troisième du groupe A derrière Manchester City, premier et les Polonais du Lech Poznań, deuxième. Les Autrichiens du Red Bull Salzbourg finiront quant à eux derniers du groupe.
Dès le début du mercato hivernal, la Juventus engage Luca Toni pour pallier la blessure de Quagliarella. 3 matchs plus tard, il se blesse à son tour et est indisponible pour un mois. Le club enchaîne les mauvais résultats et décide lors de la dernière journée du mercato de s'activer pour dénicher un bon plan en attaque. Ce sera chose faite puisque l'attaquant Alessandro Matri en provenance de Cagliari débarque sous forme de prêt avec option d'achat d'environ 15 millions d'euros.

## Joueurs

### Joueurs prêtés de la saison 2010-2011
| Poste            | Nationalité | Nom                | Date de Naissance | Équipe              |
| Joueurs en prêts |             |                    |                   |                     |
| Gardien de but   |             | Giorgio Merlano    | 19 juillet 1988   | FCE Viareggio       |
| Gardien de but   |             | Timothy Nocchi     | 7 juillet 1990    | US Poggibonsi       |
| Gardien de but   |             | Carlo Pinsoglio    | 16 mars 1990      | FCE Viareggio       |
| Défenseur        |             | Salvatore D'Elia   | 10 février 1989   | Portogruaro Summaga |
| Défenseur        |             | Andrea Pisani      | 15 septembre 1987 | AS Cittadella       |
| Défenseur        |             | Simone Serino      | 16 octobre 1990   | US Poggibonsi       |
| Milieu           |             | Raffaele Bianco    | 25 août 1987      | Bénévent Calcio     |
| Milieu           |             | Luca Castiglia     | 17 mars 1989      | FCE Viareggio       |
| Milieu           |             | André Cuneaz       | 1er juin 1987     | Alexandrie Calcio   |
| Milieu           |             | Simone Esposito    | 24 mai 1990       | Ascoli Calcio       |
| Milieu           |             | Sebastian Giovinco | 26 janvier 1987   | Parme FC            |

| Poste            | Nationalité | Nom                 | Date de Naissance | Équipe          |
| Joueurs en prêts |             |                     |                   |                 |
| Milieu           |             | Luca Marrone        | 28 mars 1990      | AC Sienne       |
| Milieu           |             | Cristian Pasquato   | 20 juillet 1989   | Modène FC       |
| Milieu           |             | Fausto Rossi        | 3 décembre 1990   | Vicenza Calcio  |
| Milieu           |             | Tiago Mendes        | 2 mai 1981        | Atlético Madrid |
| Milieu           |             | Carlo Vecchione     | 27 juin 1988      | Bénévent Calcio |
| Attaquant        |             | Alessandro D'Antoni | 3 août 1988       | FCE Viareggio   |
| Attaquant        |             | Ayub Daud           | 24 février 1990   | Cosenza Calcio  |
| Attaquant        |             | Oussama Essabr      | 19 janvier 1989   | Cosenza Calcio  |
| Attaquant        |             | Ciro Immobile       | 20 février 1990   | AC Sienne       |
| Attaquant        |             | Riccardo Maniero    | 26 novembre 1987  | Pescara Calcio  |
| Attaquant        |             | Giovanni Terrazzino | 27 novembre 1991  | Isola Liri      |
| Attaquant        |             | Alessio Curcio      | 12 mars 1990      | FC Canavese     |

## Direction
La direction 2010-2011 :
| - Président : - Andrea Agnelli |  | - Administrateur délégué : - Jean-Claude Blanc |  | - Directeur général : - Giuseppe Marotta - Pavel Nedvěd |  | - Administrateurs : - Carlo Barel di Sant'Albano - Riccardo Montanaro - Marzio Saa - Camillo Venesio - Khaled Fared Zentuti |  |  |

## Maillots

### Maillots des joueurs
- Maillot domicile (2010-2011) : Maillot à rayures verticales blanches et noires, avec short et chaussettes noires
- Maillot extérieur (2010-2011) : Maillot blanc avec ligne tricolore verticale, avec short et chaussettes blanches
- Maillot domicile alternatif (2010-2011) : Maillot à rayures verticales blanches et noires, avec short blanc et chaussettes noires
- Maillot extérieur alternatif (2010-2011) : Maillot blanc avec ligne tricolore verticale, avec short noir et chaussettes blanches

| Maillot domicile | Maillot extérieur | Domicile alternatif | Extérieur alternatif |  |

### Maillots des gardiens
- Maillot du gardien titulaire : Maillot blanc avec manche droite verte et manche gauche rouge, avec short et chaussettes blanches
- Maillot du gardien remplaçant : Maillot noir avec manches grises, avec short et chaussettes noires
- Maillot du gardien alternatif : Maillot bleu avec short et chaussettes bleues

| Gardien titulaire | Deuxième gardien | Gardien alternatif |  |

### Maillots d'entraînement
- Maillot d'entraînement 1 : Maillot blanc et noir, avec short et chaussettes blanches
- Maillot d'entraînement 2 : Maillot gris et noir, avec short et chaussettes grises
- Maillot d'entraînement 3 : Maillot noir et gris, avec short et chaussettes noires

| Maillot 1 | Maillot 2 | Maillot 3 |  |

### Rencontres de Serie A
| Date          | No. | Adversaire      | Lieu | Résultat | Buteurs pour la Juventus                                       | Affluence |
| 29 août       | 1   | Bari            | Ext. | 1 - 0    | -                                                              | 45,162    |
| 12 septembre  | 2   | Sampdoria       | Dom. | 3 - 3    | Marchisio 43e, Pepe 50e, Quagliarella 67e                      | 23,949    |
| 19 septembre  | 3   | Udinese Calcio  | Ext. | 0 - 4    | Coda 18e (csc), Quagliarella 24e, Marchisio 43e, Iaquinta 77e  | 20,767    |
| 23 septembre  | 4   | Palerme USC     | Dom. | 1 - 3    | Iaquinta 88e                                                   | 20,607    |
| 26 septembre  | 5   | Cagliari Calcio | Dom. | 4 - 2    | Krasić 13e 34e 70e, Nainggolan 57e (csc)                       | 19,394    |
| 3 octobre     | 6   | Inter Milan     | Ext. | 0 - 0    | -                                                              | 78,883    |
| 17 octobre    | 7   | US Lecce        | Dom. | 4 - 0    | Aquilani 13e, Melo 34e (pen.), Quagliarella 44e, Del Piero 82e | 23,373    |
| 24 octobre    | 8   | Bologne FC      | Ext. | 0 - 0    | -                                                              | 28,785    |
| 30 octobre    | 9   | Milan AC        | Ext. | 1 - 2    | Quagliarella 24e Del Piero 65e                                 | 76,768    |
| 7 novembre    | 10  | AC Cesena       | Dom. | 3 - 1    | Del Piero 31e (pen.) Quagliarella 43e Iaquinta 88e             | 20,534    |
| 10 novembre * | 11  | Brescia Calcio  | Ext. | 1 - 1    | Quagliarella 71e                                               | 16,000    |
| 13 novembre   | 12  | AS Rome         | Dom. | 1 - 1    | Iaquinta 35e                                                   | 23,869    |
| 21 novembre   | 13  | Genoa FC        | Ext. | 0 - 2    | Eduardo 18e (csc), Krasić 23e                                  | 30,000    |
| 27 novembre   | 14  | Fiorentina AC   | Dom. | 1 - 1    | Pepe 83e                                                       | 21,740    |
| 5 décembre    | 15  | Calcio Catania  | Ext. | 1 - 3    | Pepe 35e, Quagliarella 44e, 58e                                | 19,689    |
| 12 décembre   | 16  | Lazio Rome      | Dom. | 2 - 1    | Chiellini 3e Krasić 90+4e                                      | 20,098    |
| 19 décembre   | 17  | Chievo Vérone   | Ext. | 1 - 1    | Quagliarella 31e                                               | 22,819    |
| 6 janvier     | 18  | Parme FC        | Dom. | 1 - 4    | Legrottaglie 60e                                               | 23,873    |
| 9 janvier     | 19  | SSC Naples      | Ext. | 3 - 0    | -                                                              | 60,000    |
| 16 janvier    | 20  | Bari            | Dom. | 2 - 1    | Del Piero 43e Aquilani 78e                                     | 18,882    |
| 23 janvier    | 21  | Sampdoria       | Ext. | 0 - 0    | -                                                              | 25,933    |
| 30 janvier    | 22  | Udinese Calcio  | Dom. | 1 - 2    | Marchisio 60e                                                  | 17,953    |
| 2 février     | 23  | Palerme USC     | Ext. | 2 - 1    | Marchisio 38e                                                  | 25,972    |
| 5 février     | 24  | Cagliari Calcio | Ext. | 1 - 3    | Matri 20e 75e Toni 84e                                         | 23,000    |
| 13 février    | 25  | Inter Milan     | Dom. | 1 - 0    | Matri 30e                                                      | 24,485    |
| 20 février    | 26  | US Lecce        | Ext. | 2 - 0    | -                                                              | 20,380    |
| 26 février    | 27  | Bologne FC      | Dom. | 0 - 2    | -                                                              | 20,843    |
| 5 mars        | 28  | Milan AC        | Dom. | 0 - 1    | -                                                              | 24,908    |
| 12 mars       | 29  | AC Cesena       | Ext. | 2 - 2    | Matri 19e 35e                                                  | 21,932    |
| 20 mars       | 30  | Brescia Calcio  | Dom. | 2 - 1    | Krasić 23e Del Piero 68e                                       | 19,162    |
| 3 avril       | 31  | AS Rome         | Ext. | 0 - 2    | Krasić 60e Matri 75e                                           | 50,952    |
| 10 avril      | 32  | Genoa FC        | Dom. | 3 - 2    | Pepe 50e Matri 63e Toni 83e                                    | 23,137    |
| 17 avril      | 33  | Fiorentina AC   | Ext. | 0 - 0    | -                                                              | 34,483    |
| 23 avril      | 34  | Calcio Catania  | Dom. | 2 - 2    | Del Piero 19e (pen.) 38e                                       | 23,411    |
| 2 mai         | 35  | Lazio Rome      | Ext. | 0 - 1    | Pepe 87e                                                       | 51,876    |
| 9 mai         | 36  | Chievo Vérone   | Dom. | 2 - 2    | Del Piero 13e (pen.) Matri 55e                                 | 23,740    |
| 15 mai        | 37  | Parme FC        | Ext. | 1 - 0    | -                                                              | 17,259    |
| 22 mai        | 38  | SSC Naples      | Dom. | 2 - 2    | Chiellini 47e Matri 83e                                        | 23,389    |